# Polistes lanio
Polistes lanio är en getingart som först beskrevs av Fabricius 1775.  Polistes lanio ingår i släktet pappersgetingar, och familjen getingar.

## Underarter
Arten delas in i följande underarter:
- P. l. satanulus
- P. l. weberi